# Сервий Сульпиций Камерин Руф
Сервий Сульпиций Камерин Руф (лат. Servius Sulpicius Camerinus Rufus; IV век до н. э.) — римский политический деятель из патрицианского рода Сульпициев, консул 345 года до н. э. Предположительно сын Сервия Сульпиция Претекстата и Фабии, внук Марка Фабия Амбуста.
Коллегой Сервия Сульпиция был Марк Фабий Дорсуон. Когда аврунки предприняли набег на земли Рима, сенат, боясь, что врага поддержат все латины, назначил диктатора (Луция Фурия Камилла). По окончании срока диктатуры консулы приняли войско Камилла под своё командование и взяли город вольсков Сора, застав его жителей врасплох.